# Gregory Taik Maung
Gregory Taik Maung (* 19. Dezember 1946 in Ngayokkon) ist emeritierter Weihbischof in Pyay.

## Leben
Gregory Taik Maung wurde am 15. März 1975 zum Priester und wurde in den Klerus des Bistums Prome inkardiniert. Papst Johannes Paul II.  ernannte ihn am 8. November 1984 zum Weihbischof in  Prome und Titularbischof von Bocconia. 
Der Erzbischof von Mandalay, Alphonse U Than Aung, weihte ihn am 1. November des nächsten Jahres zum Bischof; Mitkonsekratoren waren Isaac Danu, Weihbischof in Toungoo, und Matthias U Shwe, Weihbischof in Taunggyi.
Von seinem Amt trat er am 16. Juli 2010 zurück.